# Guldsmedshyttans distrikt
Guldsmedshyttans distrikt är ett distrikt i Lindesbergs kommun och Örebro län. Distriktet ligger omkring Storå i västra Västmanland.

## Tidigare administrativ tillhörighet
Distriktet inrättades 2016 och  utgörs av en del av området Lindesbergs stad omfattade till 1971, delen som före 1969 utgjorde en del av Linde socken.
Området motsvarar den omfattning Guldsmedshyttans församling hade 1999/2000 och fick 1896 efter utbrytning ur Lindesbergs landsförsamling.

## Tätorter och småorter
I Guldsmedshyttans distrikt finns en tätort och en småort.

### Tätorter
- Storå

### Småorter
- Fanthyttan